# 洛米斯維爾
洛米斯維爾是瑞士的城鎮，位於該國北部，由索洛圖恩州負責管轄，面積5.78平方公里，海拔高度564米，2012年人口1,429，四成半人口信奉羅馬天主教，人口密度每平方公里247人。